# Хикль, Йёрг
Йёрг Хикль (нем. Jörg Hickl; род. 16 апреля 1965, Висбаден) — немецкий шахматист, гроссмейстер (1988).
Успешно выступил в зональном турнире ФИДЕ — Мюнхен (1987) — 2-е место. Участник межзонального турнира в Загребе (1987) — 16-е место. В составе команд ФРГ и Германии участник Олимпиад 1986, 1988, 1996 и 2002.
Лучшие результаты в других международных соревнованиях: Биль (1986 и 1988, побочные турниры) — 3—5-е и 2-е; Холон (1986/1987) — 1—4-е; Грац (1987) — 2—7-е; Гронинген (1987) — 2—5-е; Мюнхен (1988) — 4—6-е; Тель-Авив (1988) — 1-е; Мартиньи (1988) — 3—4-е места.

## Изменения рейтинга
| Графики недоступны из-за технических проблем. См. информацию на Фабрикаторе и на mediawiki.org. |